# Kaliumgluconat
Kaliumgluconat, C6H11KO7, ist das Kaliumsalz der Fruchtsäure Gluconsäure.

## Herstellung
Kaliumgluconat kann im Labor durch Salzbildungsreaktion aus Kaliumhydroxid und Gluconsäure hergestellt werden. Industriell kann es durch Fermentierung mit Aspergillus niger gewonnen werden.

## Verwendung
Kaliumgluconat ist ein Lebensmittelzusatzstoff (E 577). Es wird in Kapseln oder als Schüttpulver verkauft. Es ist ein mildes Säuerungsmittel und Komplexbildner, der die Wirkung von Antioxidantien, Gelier- und Verdickungsmitteln als Stabilisator unterstützt. Die Verbindung wurde als unbedenklich eingestuft, daher gibt es auch keinen ADI-Wert. Da Gluconsäure und Gluconate in höheren Dosen zu Durchfall führen können, wird von einem häufigen Verzehr abgeraten.

## Eigenschaften
Kaliumgluconat ist ein brennbarer, schwer entzündbarer, kristalliner, weißer und geruchloser Feststoff, der leicht löslich in Wasser ist. Kaliumgluconat ist nicht hygroskopisch und stabil an der Luft.